# Sermeta
Sermeta, est une entreprise française de fabrication d'échangeurs thermiques gaz à condensation en inox,.

## Historique
L'entreprise « Sermeta » est créée en 1993, à Morlaix, par Joseph Le Mer,,,. Ce dernier s'associe avec Rocco Giannoni, un industriel italien qui est actif sur le marché des échangeurs de chaleur en cuivre et qui possède un solide réseau commercial.
Le premier site de production voit le jour en 1995, puis un second en 2003 à Lannion,.
À partir de 2004, l'entreprise se positionne à l'étranger principalement en Europe, Amérique du Nord, Russie et Chine lui permettant de se hisser au rang de leader mondial de la conception et de la production des échangeurs thermiques en acier inoxydable pour les chaudières à gaz à condensation avec un chiffre d'affaires de 95% réalisé à l'export,,. L'entreprise prend alors le nom commercial de « Giannoni »,.
En 2008, l'entreprise et Joseph Le Mer reçoivent le prix de l'entrepreneur de l'Ouest, et en 2009, le prix européen de l'inventeur,.
En 2010 le fonds Carlyle prend une participation de de 65 % à travers un LBO.
En 2012, « Giannoni » prend le nom de « Sermeta » et en 2014, la famille Le Mer redevient l'actionnaire majoritaire de Sermeta,,.
En 2014 et 2020, l'entreprise remporte le Prix spécial du jury des Victoires de la Bretagne.